# 88毫米高射炮

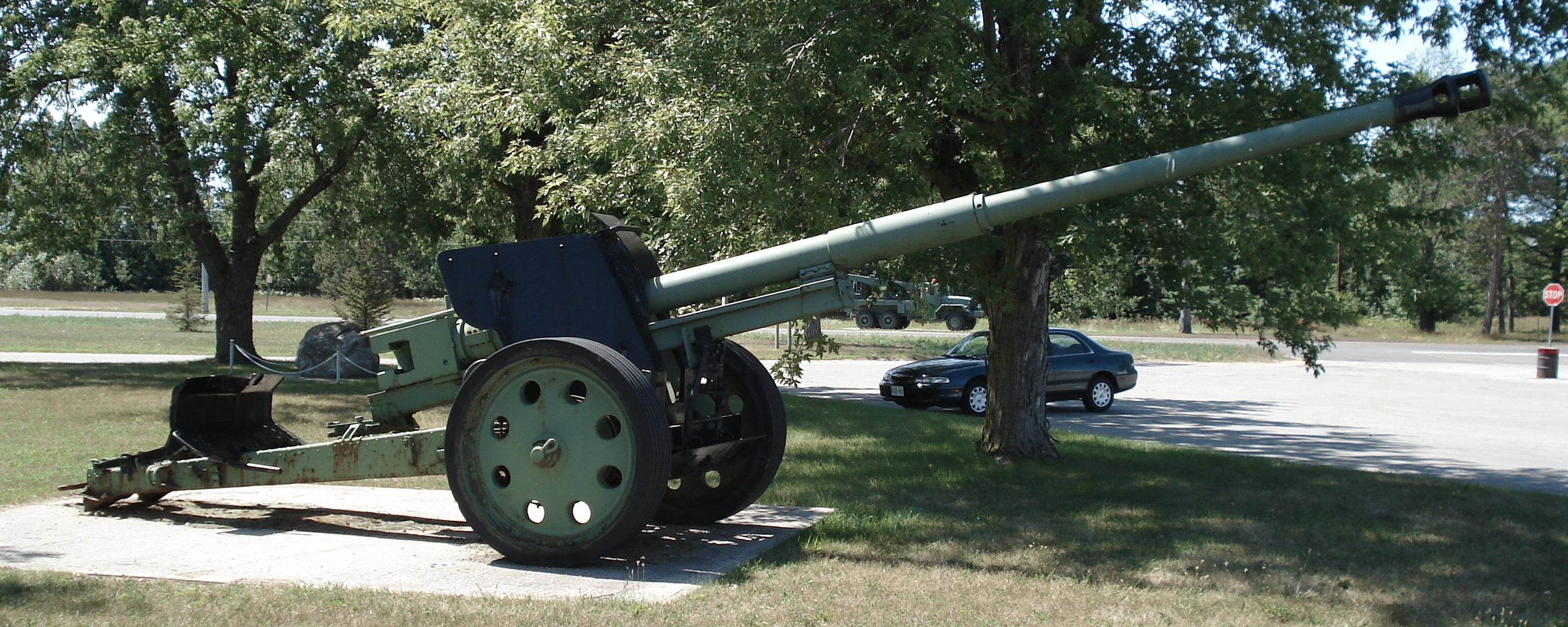
加拿大博登軍事基地陳列的PaK43-41反坦克炮，是高射炮的延伸型

8.8公分18/36/37/41年式防空砲（德語：8.8cm-FlaK 18/36/37/41）是二戰中最廣為人知的火炮之一。所謂的8.8公分炮其實是一個系列，官方稱為8.8 cm Flak 18/36/37，有時也包括了一些更先進的型號，例如FlaK 41，雖然它們並不是同一種武器。
在實戰應用中反坦克的成功，使這種炮衍生出了一些其他的改型，例如8.8 cm PaK 43反坦克炮（PaK為德語Panzerabwehr-Kanone的簡寫，意為反坦克炮），以及虎式坦克的8.8 cm KwK 36主炮（KwK为德语Kampfwagen-Kanone的简写，意为战斗车辆用炮，也即坦克炮）。

## 名稱
Flak是德語Flugabwehr-Kanone的簡寫，意為防空炮，這也是8.8公分炮最早的設計目的。

## 背景
第一次世界大戰後，軍用飛機技術，尤其是發動機技術的飛速發展，使得軍用飛機的飛行高度和速度大大提高。在第一次世界大戰中小小修改就可以對空的火炮，再也不能滿足需求。這意味著當時現存的防空炮幾乎全部失去了作用，然而當時只有很少的國家針對這個狀況設計新型的防空炮。
根據這種狀況，德國軍方決定設計一種比以前威力更為強大的防空炮。這種新型火炮要有更高的出膛速度以保證射擊高度，並且要有更高的射擊速度。然而在第一次世界大戰中戰敗的德國受凡爾賽和約的限制，幾乎被禁止製造任何新型武器。為了躲開條約限制，德國決定由克虜伯公司與瑞典的波佛斯公司共同研製這種新武器，研發資金由德意志國防軍秘密提供，但研發團隊則主要是克虜伯派遣的工程師負責，最後完成的產品為波佛斯75毫米口徑M1929高射炮。
德國人測試75公厘高射炮後對它的性能並不滿意，並認為需要火力更強的型號。但瑞典認為75公厘已可滿足需求，因此克虜伯工程師將設計資料攜回本國，並已完成的設計放大口徑成為88公厘，以適應射程，威力等各種更高的要求。

## 型號

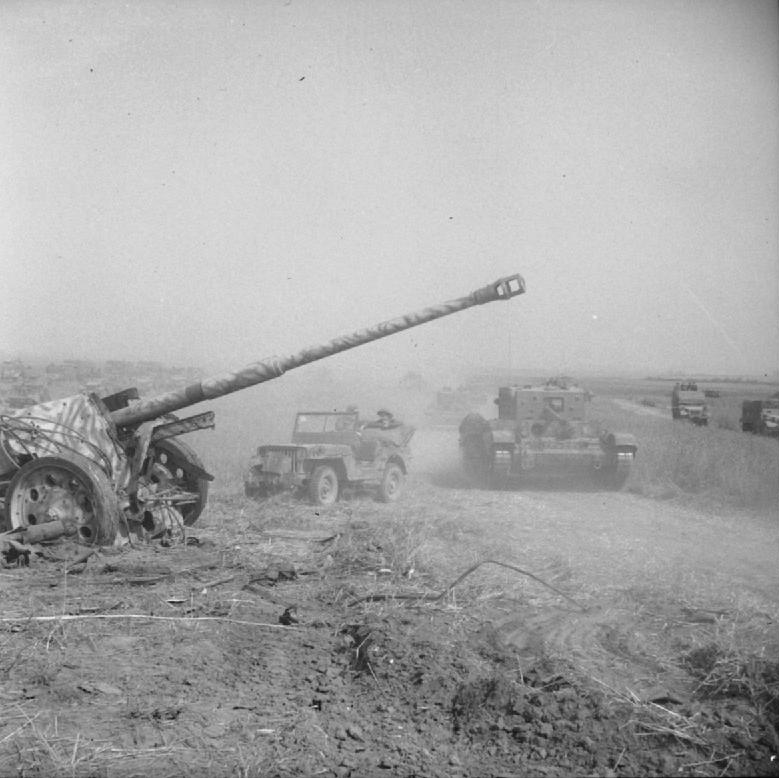
1944年8月8日，一輛克倫威爾式坦克和一輛吉普車從廢棄的PaK43-41旁經過

- Geschütze 8.8 Kw FlaK1916年開始服役，由克虜伯生產。
- 8.8 cm FlaK 18裝備了新型的半自動裝填裝置，高初速。1933年由克虜伯開始生產。
- 8.8 cm FlaK 36 1936－37年開始服役。重新設計的拖車Sonderanhänger 201（意为201型特种拖车，后期换装Sonderanhänger 202型特种拖车）可以使其快速的由移動狀態改為射擊狀態。可以在移動狀態攻擊地面目標。重7噸，射速每分鐘15-20發炮彈。克虜伯生產。
- 8.8 cm FlaK 37 Flak 36的改進型，同為雙用途防空炮[3]，裝備了Übertragungser 37新型裝彈系統，但整體和Flak 36幾無分別。克虜伯生產。最後一款使用571毫米彈殼的型號。
- 8.8 cm FlaK 41 1943年開始服役。加長了炮身和彈長。將Sonderanhänger 202拖車變為標準配置。Rheinmetall-Borsig生產。
- 8.8 cm Gerät 42以FlaK 41的性能為模型，由克虜伯設計，但是並沒有以防空炮的身份服役。後來的進化型就是Pak 43反坦克炮的前身。
- 8.8 cm PaK 43克虜伯製造，反坦克型。有眾多衍生改型。

## 實戰應用
88毫米炮在二戰中並不是只因為它的防空性能而聞名，而是由於它的多用途性，尤其是反坦克能力而大放異彩。由於設計思想超前，直到戰爭結束也並不顯落後。一般公認，88炮是二次大戰中的最強火炮。

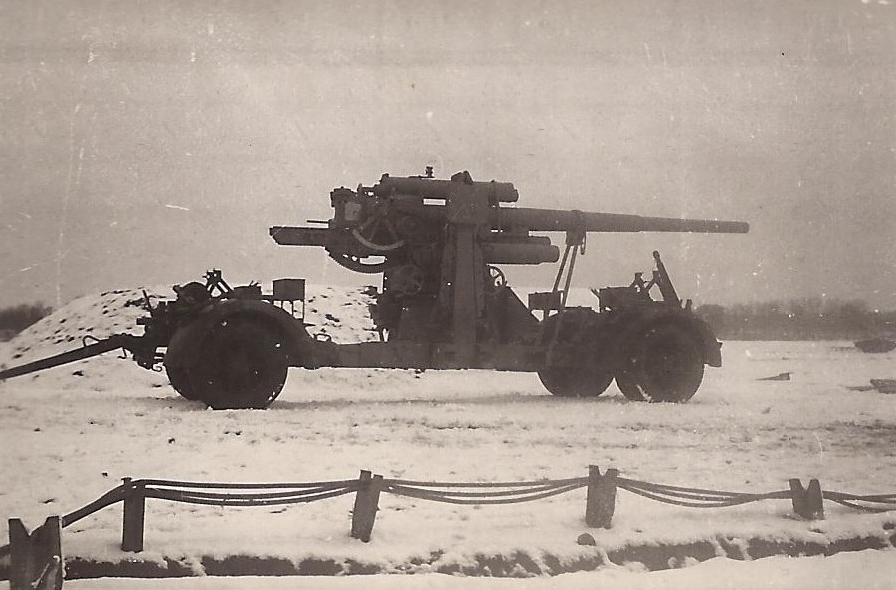
88防空炮

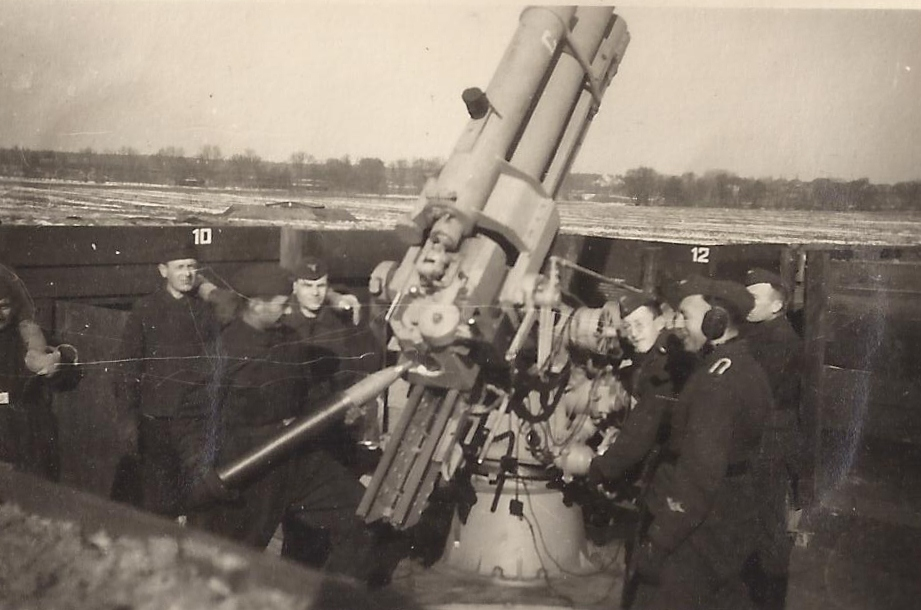
裝填機構

88毫米防空炮有紀錄的第一次被使用在地面目標上是參加西班牙內戰的禿鷹軍團，第一次讓這門炮開始建立起廣為後人所知的反裝甲名聲是在二次世界大戰初期德國入侵法國的黃色作戰當中，隆美爾是其中一位在諸多文獻與紀錄當中被提及如此使用的指揮官之一。
1940年5月，隆美爾指揮的第7坦克師從比利時向法國的敦克爾克挺進，中途遭遇到了英軍一批重型坦克的反擊，面對英軍的坦克，德軍的3.7 cm PaK 36反坦克炮對其束手無策。在千鈞一髮之時，一個德軍高炮連壓低了88毫米防空炮的炮口，對準的英軍的坦克，展開了猛烈的還擊。英軍的9輛坦克被德軍的高炮瞬間擊毀，不得不立即撤退。此役，88毫米防空炮的威力給了隆美爾很深的印象。
當德國展開巴巴羅薩作戰之後，面對蘇聯的KV-1與T-34等坦克時，當時陸軍主力3.7 cm PaK 36反坦克炮幾乎無法從正面貫穿他們的裝甲，88毫米炮適時填補這一段時期德軍反裝甲炮火的空窗期，也帶動大戰後期專門用來對付坦克的改良型號發展。
當1942年盟軍在北非展開火炬行動，隆美爾使用88毫米防空炮來對付盟軍坦克，它威力巨大的穿透力使其能輕易擊毀盟軍的坦克以及裝甲車輛，即使是令德軍非常頭痛的瑪蒂達 II步兵坦克的正面裝甲都可以輕易貫穿，在1500米内一發砲彈即可擊殺美國的M4雪曼戰車，讓盟軍吃到許多苦頭。雖然最終盟軍成功的將德軍驅逐出了北非，但是這應主要歸功於對德軍補給線的切斷。
通過一系列的實戰，雙方都對88毫米炮這種武器重新進行審視。盟軍針對88毫米反坦克炮的威力，對坦克的裝甲進行了加強，並在坦克前裝甲上堆放沙包，以儘量減小88毫米炮造成的損害（不過實戰來看，效果不大）。德軍方面，在設計新型坦克的時候也注意到了88毫米炮的威力，比如後期生產的虎式坦克就使用了88毫米口徑的主炮，雖然與前面提到的88毫米炮並不完全一樣，但是也有很多的相似之處。

### 中華民國使用的88毫米高射炮
中華民國陸軍曾經於1937年向德國訂購20門88mm高射炮，連同完整的觀測與通訊器材，在同年淞滬會戰爆發前全數運抵江陰要塞與武漢要塞，每處要塞部署4門，總計部署4處共16門。這16門火炮在南京保衛戰期間成功壓制日本軍艦的火力，阻止日艦使用南京附近水域的企圖。可惜在撤退之際，奉令自行破壞，並未隨部隊移動。
但是直到目前為止所謂88mm高射炮中，學者提出的資料沒有任何一項有提出實際型號，因此雖然同為88炮但是否為Flak 18仍具有諸多疑點。目前日本方面史料認定國民政府訂購之88mm高射砲實際上為克魯伯製造之SK C/30 45倍徑 88mm（Flak系列為56倍徑）海軍用高射砲，並非Flak18高射砲。由於該批高射砲為固定式之火砲，故無法隨同國軍撤退，而自行破壞或為日軍擄獲。日本將擄獲之火砲仿製，稱為九九式88毫米高射砲
。

## 其他88毫米火炮
德國海軍在同一時期使用在潛艇上的88毫米炮（8.8 cm SK/C 35）常常因為相同口徑被誤認為是海軍版的88毫米防空炮，不過裝在這些U-潛艇甲板上的88毫米炮使用完全不同的彈藥，最高仰角只有30度，並不具備防空能力，僅僅被使用來攻擊水面船隻或者是陸上目標。
情况类似的还有柯尼斯堡级轻巡洋舰、德国级装甲舰以及其余一些小型舰艇上使用的88毫米口径防空炮，型号包括8.8 cm SK/C 30/31/32，SK/L 45等，均与空軍的Flak 18/36/37系列采用完全不同的设计。